# Utricularia holtzei
Utricularia holtzei är en tätörtsväxtart som beskrevs av Ferdinand von Mueller. Utricularia holtzei ingår i släktet bläddror, och familjen tätörtsväxter. Inga underarter finns listade i Catalogue of Life.